# Umbellifera butazeri
Umbellifera butazeri är en flockblommig växtart som beskrevs av J.M.Honigberger. Umbellifera butazeri ingår i släktet Umbellifera och familjen flockblommiga växter. Inga underarter finns listade i Catalogue of Life.